# Dimeria
Dimeria es un género de plantas herbáceas de la familia de las poáceas. El género tiene cerca de 75 especies. Es originario de África, Asia, Australasia y Pacífico.

## Etimología
El nombre del género se deriva del griego dis (doble) y meros (parte), en alusión a sus especies con dos racimos. 

## Citología
Número de base de cromosoma, 2n = 14. Cromosomas "pequeños". 

## Especies seleccionadas
- Dimeria blatteri Bor
- Dimeria chloridiformis (Gaudich.) K.Schum. & Lauterb.
- Dimeria ciliata Merr.
- Dimeria keenanii Bor
- Dimeria kurumthotticalana K.C.Jacob
- Dimeria namboodiriana N.Ravi & Mohanan
- Dimeria neglecta Tzvelev
- Dimeria raizadae V.J.Nair, Sreek. & N.C.Nair[2]